# 森林山書院
森林山書院是加拿大安大略省多倫多的一所雙學期制公立中學，位於森林山社區。該校有約900名學生及55名教師，屬多倫多公校教育局管轄（1998年之前則屬多倫多教育局）。
該校社團及校隊活動眾多，並以此為豪。 
該校校訓為「非徒益己」（Non nobis solum）。

## 校史
該校歷史始於1948年1月第一批9年級學生入讀森林山村公立學校（Forest Hill Village Public School）。森林山書院於1949年9月29日由森林山教育局正式設立，並啟用教學樓。
1992年，森林山書院大整修，於1994年3月完工。